# Vijay Singh
Vijay Singh (Lautoka, Fiyi, 22 de febrero de 1963) es un golfista profesional desde 1982, que participa principalmente en el PGA Tour. Fue ganador de tres torneos mayores: el Masters de Augusta de 2000, y el PGA Championship de 1998 y 2004. También resultó segundo en el Abierto Británico de 2003, tercero en el Abierto de los Estados Unidos de 1999, cuarto en el PGA Championship de 1993, y quinto en el PGA Championship de 1996 y el Abierto Británico de 2005.
El golfista triunfó además en el WGC-Bridgestone Invitational de 2008 y resultó tercero en 2005. En el WGC-Campeonato Cadillac obtuvo el segundo puesto en 2003 y 2008, y el tercero en 2000 y 2002.
Singh ha ganado 34 torneos del PGA Tour y acumulado 181 top 10. Lideró la lista de ganancias en el circuito estadounidense tres veces en 2003, 2004 y 2008, y se ubicó segundo en 1998 y 2005, tercero en 2002 y 2007, cuarto en 2001 y 2006, y quinto en 2000. También ha logrado sobresalir dentro del European Tour, donde ha obtenido 12 victorias y 76 top 10, resultando además sexto en la Orden del Mérito 1994.
Singh logró desbancar a Tiger Woods del primer lugar del ranking mundial durante 32 semanas en los años 2003 y 2004. Se ha ubicado 266 semanas entre los primeros cinco y 542 semanas entre los primeros diez. Consiguió entrar en el Salón de la Fama del Golf Mundial en el 2006.
Aparte de sus logros individuales, el fiyiano disputó ocho ediciones de la Copa de Presidentes con la selección internacional, obteniendo 16 triunfos, 15 empates y 9 derrotas. También representó a su país en la Copa Mundial de Golf de 2001, 2002 y 2013.